# Colletogyne
Colletogyne, monotipski rod kozlačevki smješten u tribus Arophyteae, dio je potporodice Aroideae.. Jedina vrsta je madagaskarskih endem C. perrieri.
Raste u tropskim listopadnim šumama, na vapnencu, geofit u rupama ili pukotinama s lišćem. Jedino poznato stanište je Montagne des Français Reserve.